# Episodi di 7 vite (prima stagione)
La prima stagione di 7 vite ha debuttato su Rai 2 ed è andata in onda dal lunedì al venerdì alle ore 19:50, dal 20 settembre al 30 novembre 2007. I primi 50 episodi sono stati scritti dagli headwriter Menotti e Andrea Garello e da una squadra di dodici sceneggiatori.
| nº | Titolo                         | Prima TV Italia   |
| -- | ------------------------------ | ----------------- |
| 1  | Ritorno al futuro              | 20 settembre 2007 |
| 2  | Il maratoneta                  | 21 settembre 2007 |
| 3  | Cuore di mamma                 | 24 settembre 2007 |
| 4  | Amore e guerra                 | 25 settembre 2007 |
| 5  | Il palo in una stanza          | 25 settembre 2007 |
| 6  | Affari rischiosi               | 26 settembre 2007 |
| 7  | Alla ricerca del tempo perduto | 27 settembre 2007 |
| 8  | Il mondo del lavoro            | 28 settembre 2007 |
| 9  | Giusta causa                   | 1 ottobre 2007    |
| 10 | Padre piacione                 | 2 ottobre 2007    |
| 11 | Mia nonna è un'autarchica      | 3 ottobre 2007    |
| 12 | Io ti perdono                  | 4 ottobre 2007    |
| 13 | Finalmente soli                | 5 ottobre 2007    |
| 14 | La stanza del figlio           | 8 ottobre 2007    |
| 15 | L'incidente                    | 9 ottobre 2007    |
| 16 | Il vero amore                  | 10 ottobre 2007   |
| 17 | Il mio migliore amico          | 12 ottobre 2007   |
| 18 | Il nuovo che avanza            | 15 ottobre 2007   |
| 19 | Il pelo nell'uovo              | 16 ottobre 2007   |
| 20 | Siamo uomini o conigli?        | 17 ottobre 2007   |
| 21 | La cosa giusta per te          | 18 ottobre 2007   |
| 22 | Insoliti sospetti              | 19 ottobre 2007   |
| 23 | La via della virtù             | 22 ottobre 2007   |
| 24 | De gustibus                    | 23 ottobre 2007   |
| 25 | Sesso & paprika                | 24 ottobre 2007   |
| 26 | Poesie toccanti                | 25 ottobre 2007   |
| 27 | Colpo grosso a vicolo stretto  | 26 ottobre 2007   |
| 28 | Colpo di fulmine               | 29 ottobre 2007   |
| 29 | Una bella persona              | 30 ottobre 2007   |
| 30 | Il bello addormentato          | 31 ottobre 2007   |
| 31 | Baby boom                      | 1 novembre 2007   |
| 32 | Il fattore C                   | 2 novembre 2007   |
| 33 | Le relazioni pericolose        | 5 novembre 2007   |
| 34 | Sotto esame                    | 6 novembre 2007   |
| 35 | Una nuova occasione            | 7 novembre 2007   |
| 36 | Straziami, ma di tango saziami | 8 novembre 2007   |
| 37 | La voce del padrone            | 9 novembre 2007   |
| 38 | Finalmente libero              | 12 novembre 2007  |
| 39 | Amor ch'a nullo amato          | 13 novembre 2007  |
| 40 | Facciamolo ancora              | 14 novembre 2007  |
| 41 | Campo minato                   | 15 novembre 2007  |
| 42 | L'occasione                    | 16 novembre 2007  |
| 43 | L'appartamento                 | 19 novembre 2007  |
| 44 | La verità ti fa male lo so     | 21 novembre 2007  |
| 45 | Fuori orario                   | 22 novembre 2007  |
| 46 | Ritorni e rimpianti            | 23 novembre 2007  |
| 47 | Segreti e bugie                | 26 novembre 2007  |
| 48 | A volte ritornano              | 27 novembre 2007  |
| 49 | Perché io valgo                | 28 novembre 2007  |
| 50 | Il giorno più bello            | 30 novembre 2007  |